# Nguyễn Thế Kỷ
Nguyễn Thế Kỷ (sinh ngày 25 tháng 8 năm 1960) là PGS,TS, Nhà Văn, Nhà báo, một chính khách Việt Nam, quê huyện Yên Thành, tỉnh Nghệ An. Ông nguyên là Ủy viên Ban Chấp hành Trung ương Đảng Cộng sản Việt Nam khóa XII, hiện là Phó Chủ tịch Hội đồng Lý luận Trung ương kiêm Trưởng ban Lý luận phê bình văn học nghệ thuật, Chủ tịch Ủy ban Đoàn kết và Hợp tác Á - Phi - Mỹ Latinh; nguyên Tổng Giám đốc Đài Tiếng nói Việt Nam, nguyên Phó Trưởng ban Tuyên giáo Trung ương.

## Giáo dục
Ông có học hàm, học vị: Phó Giáo sư - Tiến sĩ Ngữ Văn. Ông còn là một nhà thơ, nhà viết kịch, nhà viết tiểu thuyết, nghiên cứu lý luận, phê bình văn học, nghệ thuật. Ông tốt nghiệp đại học Tổng hợp Hà Nội. 

## Sự nghiệp
Trước khi được điều động giữ chức vụ Tổng Giám đốc Đài Tiếng nói Việt Nam vào tháng 3 năm 2016, ông từng giữ các chức vụ Phó Giám đốc Đài Phát thanh Truyền hình Nghệ An (1994-2000); Tỉnh ủy viên, Tổng biên tập Báo Nghệ An kiêm Phó Trưởng ban Tuyên giáo Tỉnh ủy Nghệ An (2000-2003); Tỉnh ủy viên, Bí thư Huyện ủy Nam Đàn, tỉnh Nghệ An (2003-2005); Vụ trưởng Vụ Báo chí thuộc Ban Tư tưởng-Văn hóa Trung ương (2005-2008), Vụ trưởng Vụ Báo chí-Xuất bản thuộc Ban Tuyên giáo Trung ương (2008-2010), Phó Trưởng ban Tuyên giáo Trung ương Đảng Cộng sản Việt Nam (từ tháng 8 năm 2010; Ủy viên Trung ương Đảng, Phó Trưởng ban Tuyên giáo Trung ương (từ tháng 1 năm 2016). Ông Nguyễn Thế Kỷ còn kiêm nhiệm Phó Chủ tịch Hội đồng Lý luận, phê bình văn học nghệ thuật Trung ương (2011-2015); Chủ tịch Hội đồng Lý luận, phê bình văn học Nghệ thuật Trung ương (từ năm 2016 đến nay)
Ngày 1 tháng 6 năm 2021, Thủ tướng Chính phủ Phạm Minh Chính ký Quyết định số 858/QĐ-TTg, theo đó ông Nguyễn Thế Kỷ, Ủy viên Trung ương Đảng khóa XII, thôi giữ chức vụ Tổng Giám đốc Đài Tiếng nói Việt Nam kể từ ngày ký.